# 백금녀
백금녀(한국 한자: 白金女, 본명: 김정분, 한국 한자: 金晶粉, 1931년 12월 30일 ~ 1995년 3월 17일)는 대한민국의 희극영화배우이다.

## 생애
1946년 경상남도 부산 지방극단에서 연극배우 첫 데뷔하였고 1948년 서울중앙방송 성우 1기로 정식 데뷔하였으며 경상여상 졸업 후에는 '청춘극장'과 '황금좌' 등 연극 무대에서 연기력을 쌓았다. 1958년 김수용 감독의 데뷔작이기도 한 영화 '공처가'로 스크린에 데뷔했다. 한국 코미디의 원로인 서영춘과 콤비를 이뤄 '갈비씨와 뚱순이'라는 애칭으로 만담 개그를 선보인 여성 만담꾼이다. 서영춘이 여장을, 백금녀가 남장을 하고 '거꾸로 부부'라는 코너를 만들어 1960년대와 1970년대 코미디계를 주름잡았다. 1964년에는 박노식과 함께 악극 재건을 목표로 '11인 백합회'를 결성하기도 했다. 1994년 6월 뇌경색 증세로 입원했다가 호전됐지만, 1995년 다시 병이 재발하는 바람에 세상을 떠났다.

### 이력
- 1946년 경상남도 부산 지방극단에서 연극배우 첫 데뷔
- 1948년 서울중앙방송 성우 1기 정식 데뷔
- 1950년 한국 전쟁 직전에 〈청춘극장〉이라는 극장의 연극 무대에서 정식 연극배우 데뷔.
- 1958년 영화 《공처가》의 주연으로 영화배우 데뷔.

## 출연작

### 연극
- 《청춘극장》 1954년
- 《춘향전》 1955년

### 영화
- 《공처가》 1958년
- 《쥐구멍에도 볕들 날 있다》 1965년
- 《사격장의 아이들》 1967년
- 《남자는 싫어》 1967년
- 《남자 미용사》 1968년
- 《번지수가 틀렸네요》 1968년
- 《신세 좀 지자구요》 1969년
- 《요절검객 팔도검풍》 1969년
- 《요절복통 일망타진》 1969년
- 《우리강산 차차차》 1971년
- 《정따라 웃음따라》 1972년

## 기타
- 몸무게가 100kg을 넘을 정도로 풍채가 좋았다. 코미디언 뚱녀 캐릭터의 원조 격이다.
- 일각에서는 우스갯소리로 서영춘과 백금녀의 만담이 미국보다 앞선 세계 최초의 '랩'이 아니냐는 의견도 있었다.
- 1960년대 중후반 연예인 총수입 1~2위를 다툴 만큼 부와 명성을 얻었다.
- 막내 아들인 강민은 어머니를 따라 개그맨으로 활약하기도 했다.
- 본명은 백금녀가 아니다